# کرمانشاهی

استان کرمانشاه

کرمانشاهی به افرادی گفته می‌شود که اصالتاً در شهر کرمانشاه یا استان کرمانشاه به دنیا آمده و زندگی کرده‌اند. همچنین این عنوان به موادی که در این شهر تولید می‌شوند نیز گفته می‌شود. تاریخ شهرنشینی در کرمانشاه قرن چهارم میلادی بازمی‌گردد ولی پس از حمله اعراب به ایران این شهر تا دوران صفوی به صورت یک روستا در تاریخ دیده می‌شود و دوباره در دوران صفوی دوران شهرنشینی در این شهر آغاز می‌شود.